# Паромова, Серафима Васильевна
Серафима Васильевна Паромова (род. 8 августа 1911, Архангельск — ум. 1997 год, Нижний Новгород) — советская конькобежка, Заслуженный мастер спорта СССР, 2-кратная рекордсменка мира. Абсолютная чемпионка СССР по конькобежному спорту (1936), 2-кратная призёр чемпионата СССР в абсолютном зачёте. Выступала за ВФСО «Динамо» (Горький). 

## Биография
Серафима Паромова родилась в Архангельске, где и начала кататься на коньках. С детства увлекалась хоккеем с мячом и даже играла за женскую архангельскую хоккейную команду "Водник". В 20-х годах девушка жила в Ленинграде, но никто не сумел развить её больших способностей в коньках. Позже переехала в Горький и в сезоне 1929/30 стала заниматься конькобежным спортом под руководством тренера Василия Кушова, а позже и братьев Александра и Фёдора Брылиных в школе "Динамо". 
В 1933 году впервые участвовала на чемпионате СССР в классическом многоборье на простых коньках, а через год перешла на беговые "норвежки". В феврале 1935 года на соревнованиях им. VII СЪЕЗДА СОВЕТОВ Серафима установила два всесоюзных рекорда на 1500 и 3000 метров, но перетренировалась и заняла 4-е место на чемпионате страны. 
В марте 1936 года будучи первокурсницей общетехнического факультета Горьковского индустриального института выиграла золотую медаль в абсолютном зачёте на первенстве СССР. 2 апреля на соревнованиях в Горьком она установила мировой рекорд на дистанции 5000 метров с результатом 9:53,00 сек, побив прежний, установленный  Марией Исаковой. Всего за сезон 1935/36 Серафима била рекорды СССР 6 раз, из них два результата превысили секунды мировых рекордов. 
Через год она не смогла отстоять звание чемпионки СССР, но заняла 2-е место, выиграв свою коронную дистанцию 3000 метров и заняла 2-е места на 1000 и 5000 метров. В 1938 году Серафима и вовсе осталась только на 7-м месте в сумме многоборья. В марте 1938 года в Кирове прошли соревнования на побитие рекордов и Сима установила всесоюзный рекорд в забеге на 3000 метров - 5:39,0 сек. 
На следующий год вновь попала в призы чемпионата Союза, где заняла 3-е место. В 1940 году Паромова не выступала на матче пяти городов и на 13-м первенстве СССР по уважительным причинам. В годы войны трудилась на благо страны. В 1943 году впервые сначала войны прошёл чемпионат СССР, где собрались сильнейшие на тот момент спортсменки и Серафима заняла 5-е место. 
В следующие годы продолжала участвовать в чемпионатах РСФСР, спартакиадах, но уже результатов не было. Последний чемпионат СССР она провела в 1951 году, где стала только 30-й. В 1952 году свой 23-й конькобежный сезон она ознаменовала выигрышем звания абсолютного чемпиона города Горького и третьим местом в забеге на 3000 метров первенства РСФСР, после чего завершила карьеру спортсменки. 
В 50-е - 60-е годы Серафима Васильевна работала педагогом-методистом в Горьковском заочном автодорожном техникуме. На стадионах она появлялась, главным образом, в качестве судьи и тренера. Неоднократно участвовала в легкоатлетических пробегах в Нижнем Новгороде на призы газеты "Ленинская смена" и участвовала в соревнованиях ветеранов по конькам в родном Горьком. В 1980 году была награждена значком «Ветеран спорта РСФСР».

## Велоспорт
Серафима Паромова помимо коньков профессионально занималась велогонками. В 1936 и 1938 годах на соревнованиях в Горьком перворазрядница становилась дважды второй, вслед за Валентиной Кузнецовой в велокроссе на 10 км. В 1951 году она принимала участие в заездах на мотоциклах в Горьком на приз им. В.Чкалова в 68-километровом кроссе и стала победителем этих соревновании.

## Личная жизнь и семья
Серафима Васильевна родила дочь Марину, которая в конце 50-х пошла по стопам матери в конькобежном спорте. В феврале 1958 года она имела второй разряд.